# Rotala belgaumensis
Rotala belgaumensis är en fackelblomsväxtart som beskrevs av S.R.Yadav, Malpure och Chandore. Rotala belgaumensis ingår i släktet Rotala och familjen fackelblomsväxter. Inga underarter finns listade i Catalogue of Life.